# Trilogy (film)
Trilogy è un film del 1969 diretto da Frank Perry.